# La Belle Fête
La Belle Fête est une mélodie pour voix et piano de la compositrice française Claude Arrieu, écrite en 1959.

## Contexte et création
Claude Arrieu compose La Belle Fête en 1959 sur un texte de Jean Tardieu extrait de son recueil Monsieur Monsieur. La compositrice révise l'œuvre en 1988.